# 足利市立矢場川小学校
足利市立矢場川小学校（あしかがしりつ やばがわしょうがっこう）は、栃木県足利市里矢場町にある市立小学校。

## 概要
通称は「矢場川小」。栃木県足利市の南西部に位置している。

## 沿革
- 1873年（明治 6年） - 矢場村恵林寺に仮校舎を設け発蒙舎と称し開校。後に発蒙学校となる。
- 1876年（明治 9年） - 栃木県の管轄から群馬県の管轄となる。
- 1885年（明治18年） - 群馬県第149学区の山田第4小学校・第1分校となる。
- 1886年（明治19年） - 矢場村尋常小学校と改称。
- 1889年（明治22年） - 台之郷・龍舞・矢場が韮川村となり、韮川尋常小学校と改称。
- 1894年（明治27年） - 韮川村分村、矢場川村役場の設置により、矢場川尋常小学校と改称。
- 1902年（明治35年） - 矢場川尋常高等小学校と改称。
- 1919年（大正 8年） - 矢場川実業補習学校を併置。
- 1941年（昭和16年） - 群馬県山田郡矢場川村尋常高等小学校と改称。4月に群馬県山田郡矢場川村国民学校と改称。
- 1947年（昭和22年） - 矢場川村立矢場川小学校と改称。矢場川中学校が校舎を共有して発足。
- 1949年（昭和24年） - 矢場川中学校が移転
- 1960年（昭和35年） - 足利市へ編入により足利市立矢場川小学校と改称。
- 1963年（昭和38年） - 学区変更により荒金町は足利市立御厨小学校区となる。

## 通学区域
足利市
- 藤本町[1]
- 新宿町
- 里矢場町
- 南大町

## 進学先中学校
- 足利市立山辺中学校